# Emil Plötz
Emil Plötz (geboren am 27. November 1884 in Backelfeld, Kreis Fischhausen; gestorben nach 1965) war ein deutscher Lehrer, Heimatforscher und Soldat beider Weltkriege.

## Leben
Plötz erhielt von 1902 bis 1904 an der Präparandenanstalt in Fischhausen seine Lehrerausbildung und besuchte anschließend bis zum 9. März 1907 das Lehrerseminar in Waldau. Nach Abschluss der Ausbildung wurde er am 1. April Lehrer an der Schule von Palmnicken. Von Oktober 1907 bis September leistete er im Infanterie-Regiment „Herzog Karl von Mecklenburg-Strelitz“ (6. Ostpreußisches) Nr. 43 der Preußischen Armee in Königsberg seinen einjährigen Militärdienst und wurde anschließend zur Reserve entlassen. Es folgte am 10. April 1910 eine zweite Lehrerprüfung am Seminar in Preußisch Eylau und am 20. September erhielt er eine Festanstellung als Lehrer. Am 1. April 1911 wurde er auf die freigewordene Lehrerstelle in Regehnen versetzt.
Am 6. Juni 1911 heiratete er Martha Gutleben, die aus Palmnicken stammte. Nach dem Beginn des Ersten Weltkriegs wurde Plötz im August 1914 zum Kriegsdienst einberufen, jedoch aufgrund einer Erkrankung 1915 wieder entlassen und im Herbst 1916 erneut verpflichtet. Bis 1917 nahm er an den Kämpfen an der Ostfront teil und wurde anschließend an die Westfront versetzt. Am 25. November 1918 wurde er als Leutnant der Reserve aus dem Militärdienst entlassen. Bis 1929 war er als alleiniger Lehrer in Regehnen tätig. An der seitdem zweiklassigen Schule hatte er bis 1939 die erste Lehrerstelle inne. Am 10. August 1939 erfolgte die Einberufung zu einer sechswöchigen Übung der Deutschen Luftwaffe. Daran schloss sich ein sechsjähriger Kriegsdienst mit der Teilnahme am Überfall auf Polen, dem Westfeldzug und dem Krieg gegen die Sowjetunion an, ehe er am 11. Juli 1945 als Major der Reserve entlassen wurde und nach Hamburg kam. Hier wurde sein Antrag auf Einstellung in den Schuldienst abgelehnt, so dass er in einem Gartenbetrieb in Hamburg-Schnelsen arbeitete, um seinen Lebensunterhalt zu verdienen.
Obwohl er am 18. März 1947 von der britischen Militärregierung für den Volksschuldienst zugelassen wurde, trat er keine Anstellung als Lehrer mehr an, sondern wurde auf eigenen Wunsch hin am 1. Oktober in den Ruhestand versetzt. Am 16. Januar 1948 konnte er seine Frau im Durchgangslager Friedland abholen. Sie lebten gemeinsam bis zum Tod seiner Frau am 6. September 1957 zuerst im Forsthaus „Lakenhaus“ und später in Neuhaus im Solling.

## Heimatforschung
Bis 1965 beschäftigte er sich damit, die Geschichte seiner früheren Heimat durch persönlichen Erinnerungen und Briefkontakt zu ehemaligen Gemeindemitgliedern für die Nachkommen aufzuschreiben. Die Kurze Dorfgeschichte der Gemeinde Regehnen stellte er im Dezember 1965 fertig und ließ sie abdrucken, um sie den Überlebenden zukommen zu lassen. Verzeichnet sind dort einige biografische Angaben, die einzelnen Grundstücke (59) und die zugehörigen Familiennamen, teilweise mit einer Auflistung der Größe und des Viehbestandes sowie der sogenannten Toten Güter, wie landwirtschaftliche Gerätschaften oder Inventar. Die Grundstücke sind in der topografischen Karte am Ende des Buches verzeichnet. Zudem bietet die Schrift eine mit dem Kapitel Erlebnisbericht eines unserer Heimatfreunde die Schilderung eines Zeitzeugen. Am Schluss folgt die unvollständige Auflistung von ehemaligen Bewohnern, die im Krieg gefallen (23) oder in den Jahren 1945 bis 1948 an den Folgen der Vertreibung verstorbenen sind (93) oder bis 1965 noch als vermisst (10) galten. Die zugehörige Kreiskarte war bei der Buchhandlung Gräfe und Unzer, Garmisch-Partenkirchen in der Ludwigstraße 39 erhältlich. Sie umfasste vier Umdruckblätter (Nr. 28 Palmnicken, Nr. 29 Cranz, Nr. 49 Pillau, Nr. 50 Königsberg [Pr.]) im Maßstab 1:100000. Zusätzlich sind die Messtischblätter Nr. 1087 Neukuhren und Nr. 1187 Pobethen im Maßstab 1:25000 angegeben. Die mit im Buch enthaltene Karte zeigt den Kreis Fischhausen/Ostpreußen – Gemeinde Regehnen mit den Gemarkungen Regehnen, Watzum, Kalthof und Tolklauken im Maßstab 1:15000.

## Schriften (Auswahl)
- Kurze Dorfgeschichte der Gemeinde Regehnen. Mit den Ortsteilen Tolklauken, Watzum und Kalthof. Neuhaus Dezember 1965. (DIN A 4 in Schreibmaschinenschrift verfasst. Entstanden durch die Mitarbeit aller Gemeindemitglieder, zusammengestellt aus mehr als 700 Briefen und aus der Erinnerung des alten Gemeindemitglieds E. Plötz).